# Razzie Awards
I Razzie Awards, originalmente Golden Raspberry Awards (letteralmente "Premi lampone d'oro"), sono premi che vengono assegnati in una cerimonia annuale tenuta a Los Angeles per riconoscere gli attori, gli sceneggiatori, i registi, i film e le canzoni peggiori della stagione cinematografica precedente.
Fondato dal giornalista statunitense John J. B. Wilson il 31 marzo 1981, l'evento precede di un giorno l'assegnazione dei Premi Oscar, di cui è una parodia. L'ironico premio consegnato dalla Raspberry Foundation consiste in un lampone appoggiato su un nastro Super 8 dipinto in oro, dal valore di 4,97 dollari. È stato scelto il lampone (in inglese "raspberry") per l'espressione "blowing a raspberry", ossia - in italiano -  "fare una pernacchia".

## Categorie
Le categorie premiate sono:
- Peggior film (Worst Picture)
- Peggiore attore protagonista (Worst Actor)
- Peggiore attrice protagonista (Worst Actress)
- Peggiore attore non protagonista (Worst Supporting Actor)
- Peggiore attrice non protagonista (Worst Supporting Actress)
- Peggior regista (Worst Director)
- Peggior esordiente (Worst New Star) - non più assegnato
- Peggiore coppia/cast (Worst Screen Couple/Worst Screen Ensemble)
- Peggior prequel, remake, rip-off o sequel (Worst Prequel, Remake, Rip-off or Sequel)
- Peggior sceneggiatura (Worst Screenplay)
- Peggior canzone originale (Worst Original Song) - non più assegnato
- Razzie Redeemer Award
- Premi speciali (Peggior uso del 3D, Peggior carriera, Peggior attore/attrice del decennio, del secolo...) - non sempre assegnati

## Primati
- Nel 2010 Sandra Bullock ha vinto un Razzie come peggiore attrice per A proposito di Steve e il giorno dopo l'Oscar come migliore attrice per il suo ruolo in The Blind Side. Attualmente solo alla Bullock è accaduto di ricevere i due premi nello stesso anno.
- Il film più premiato di sempre è Jack e Jill, che nella cerimonia di premiazione del 2011 ha ricevuto 10 Razzie (tutte le categorie in cui era candidato). Al secondo posto si trova invece Il nome del mio assassino, che nell'edizione del 2007 ha vinto 8 Razzie, seguito da The Twilight Saga: Breaking Dawn - Parte 2 (candidato in tutte e dieci le categorie), Showgirls e Battaglia per la Terra, con 7 premi.
- L'attore più premiato in assoluto con i Razzie è Sylvester Stallone, che ha collezionato 31 candidature e 10 premi, compreso quello di peggiore attore del XX secolo.
- Madonna ha ottenuto il Razzie Award come peggior attrice del XX secolo[4]. La cantante si è inoltre aggiudicata il Razzie in altre otto occasioni (cinque volte come peggior attrice protagonista, due come peggior attrice non protagonista e una come peggior coppia).
- Dal 1980 a oggi, solo tre volte ci sono state candidature sia per l'Oscar sia per i Razzie per lo stesso film: nel 1982 per l'interpretazione di James Coco in Solo quando rido, nel 1984 per l'interpretazione di Amy Irving in Yentl e nel 2021 per l'interpretazione di Glenn Close in Elegia americana. In tutti e tre casi i candidati non vinsero né l'uno né l'altro premio.
- Dom DeLuise, Eddie Murphy, Adam Sandler e Tyler Perry sono gli unici attori di sesso maschile che, interpretando un ruolo femminile, hanno vinto il premio come peggior attrice.
- Nell'edizione del 2004 vennero assegnati dei premi speciali riassuntivi dei 25 anni dalla fondazione del premio. In questo ambito vennero premiati il film Battaglia per la Terra come peggior pellicola drammatica dell'ultimo quarto di secolo, Amore estremo - Tough Love come peggiore commedia e From Justin to Kelly come peggior musical.
- Nell'edizione del 2004, Arnold Schwarzenegger ricevette il premio di "perdente dei perdenti", essendo stato l'attore candidato per più volte (otto) al Razzie senza poi vincerlo.
- L'unico attore ad aver vinto sia il premio come peggiore attore sia come peggiore attrice è stato Adam Sandler, che nell'edizione del 2011 ha vinto entrambi i premi grazie alla doppia interpretazione in Jack e Jill. Sandler ha vinto anche il premio di peggiore coppia con sé stesso, Al Pacino e Katie Holmes.
- Will Smith e suo figlio Jaden sono gli unici attori padre e figlio ad essere premiati per lo stesso film, After Earth, vincendo il premio di peggior attore protagonista (Jaden), peggior attore non protagonista (Will) e peggior coppia. Jaden Smith è stato anche l'attore più giovane a essere premiato.